# Katoméri (Leucade)
Katoméri, en grec moderne : Κατωμέρι, est un village du dème de Méganisi, district régional de Leucade, en Grèce.
Selon le recensement de 2011, la population du village s'élève à 455 habitants.